# Artur Virgílio Alves dos Reis
Artur Virgílio Alves Reis, conocido también como Artur Virgílio Alves dos Reis (Lisboa, 8 de septiembre de 1896 - Lisboa, 9 de julio de 1955) fue un estafador y falsificador portugués. Fue el cabecilla, en 1925, de la mayor red de falsificación de billetes de la historia de Portugal: los billetes de 500 escudos, con la efigie Vasco de Gama.

## Biografía
Alves Reis era hijo de una familia modesta. Nació en el lisboeta barrio de la Alfama. Su padre, Guilherme Augusto Alves dos Reis, era sepulturero y la familia a menudo pasaba dificultades económicas. Su madre,  Mariana Carlota dos Reis, trabajaba en las labores domésticas.
Aunque inició estudios de ingeniería en 1916, no pasaría del primer curso. Ese mismo año, contrajo matrimonio con Maria Luísa Jacobetty de Azevedo y emigró para Angola, con la intención de hacer fortuna, escapando así de la humillación a la que le sometía la familia de su esposa, de posición social más elevada.
Para ir a Angola se hizo pasar por ingeniero, tras haber falsificado un diploma de la inexistente escuela politécnica de la Universidad de Oxford Polytechnic School of Engineering, que le acreditaba como experto en todas las disciplinas de la ingeniería. Comenzó a trabajar como empleado en la construcción y reparación del alcantarillado público.

## Estafas en Angola
Con un cheque sin fondos, compró la mayor parte de las acciones de la «Companhia dos Caminhos de Ferro Através de África» (Ferrocarriles de África), en Namibe. 
Se hizo rico y prestigioso, lo que le sirvió para establecerse en Lisboa, donde puso un negocio de compra-venta de coches americanos en 1922.
Más adelante intentó comprar la «Companhia de Ambaca» (sociedad ferroviaria que operaba en Angola), en crisis financiera, mediante el uso de cheques sin fondo, utilizando después el dinero de la propia compañía para cubrir los cheques sobre su cuenta personal.
En total, se apropió ilícitamente de cien mil dólares americanos. Con ese dinero compró también la «Empresa Mineira do Sul de Angola» (EMSA).

## Falsificación de los billetes de Vasco de Gama
En julio de 1924 fue detenido por desfalco y por tráfico de armas. Durante los escasos dos meses que permaneció en prisión ideó su plan más osado. Ese mismo año, Alves Reis planeó la falsificación de un contrato con el Banco de Portugal, emisor de la moneda de curso legal y que entonces era una institución parcialmente privada, que le permitiera la impresión de billetes ilegítimos pero con la calidad y el aspecto original.
Contactó entonces con una serie de colaboradores, entre los que se encontraban el financiero holandés  Karel Marang van Ijsselveere, el espía alemán Adolph Hennies; Adriano Silva, Moura Coutinho, Manuel Roquette y José Bandeira, hermano de António Bandeira, embajador de Portugal en La Haya. A través de Karel Marang, se contactó con la empresa británica  «Waterlow & Sons Limited» de Londres, que era la imprenta del Banco de Portugal. En las misivas enviadas, encabezadas con el membrete falsificado del Banco de Portugal, se alegaba la necesidad de emitir nuevos billetes, de uso local, como préstamo para el desarrollo de Angola. «Waterlow & Sons Limited» imprimió 200 mil billetes de 500 escudos (casi el 1% del PIB de Portugal de la época), con la efigie de Vasco de Gama y numeraciones repetidas de billetes ya en circulación en la metrópoli. 
Los billetes se trasladaron a Portugal por medio de los cómplices de Aves Reis. La cantidad de billetes falsos de 500 escudos llegó a ser similar al de los legales.

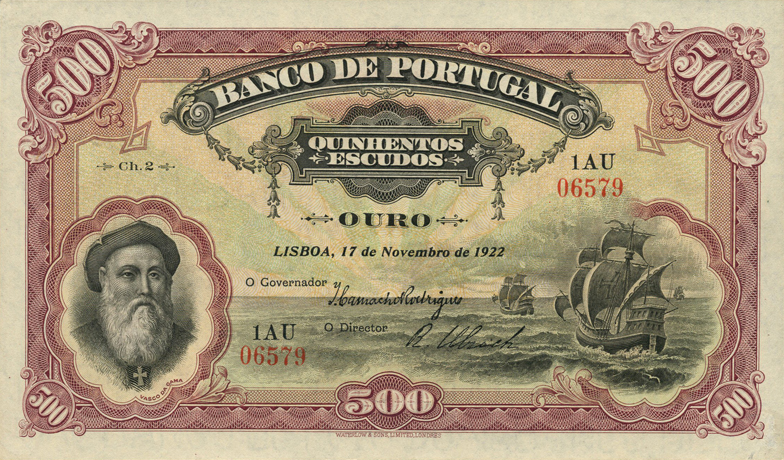
Quinientos escudos con la efigie de Vasco de Gama.

## Investigación y detención
Con los beneficios del fraude, en junio de 1925, fundó el "Banco de Angola y metrópoli", recurriendo también a diversas falsificaciones documentales. Además, invirtió en Bolsa de valores, adquirió el  «palacete Menino de Ouro» y compró tres quintas y una flota de táxis. También gastó mucho dinero en comprar joyas y ropa cara para su esposa durante sus viajes por Europa. Su objetivo final fue controlar el Banco de Portugal, mediante la compra mayoritaria de las acciones.
A lo largo de 1925 las operaciones y los negocios de Alves Reis levantaron las sospechas de periodistas del diario O Século, entoncés el más importante de Portugal, que comenzaron a publicar información sobre el fraude. El 4 de diciembre, el Banco de Portugal ya había comenzado una investigación acerca de los voluminosos depósitos del Banco de Angola y Metrópoli en billetes de 500 escudos, descubriéndose la duplicación en la numeración.
El patrimonio del banco se confiscó y Alves Reis fue detenido el 6 de diciembre. Tenía 27 años de edad. Su mujer, Maria Luísa, fue detenida en agosto de 1926 por posesión de joyas compradas con dinero falso, siendo condenada al pago de cinco millones de escudos.
Después de casi cinco años a la espera de juicio, Alves Reis fue condenado, en mayo de 1930, a la pena de 20 años de prisión y 12 de destierro, o a 25 años de destierro.
Salió de la cárcel en mayo de 1945, ya en el Estado Nuevo. Antes de morir, el 9 de julio de 1955, a los 58 anos, de infarto de miocardio, protagonizó otra estafa al vender a un comerciante de Lisboa un cargamento de café angolano inexistente.